# Pelle di bronzo
Pelle di bronzo (Comanche Territory) è un film del 1950 diretto da George Sherman.
È un western statunitense con Maureen O'Hara, Macdonald Carey e Will Geer. È incentrato sulle vicende del pioniere James Bowie che combatté per l'indipendenza del Texas negli anni 1830.

## Trama
America XIX secolo, dopo aver scoperto la presenza di un giacimento di argento in territorio Comanche, il governo decide di inviare sul posto il pioniere Jim Bowie dandogli l'incarico di tutelare il trattato di pace stipulato con gli indiani. L'uomo, una volta giunto a destinazione, scopre ben presto che alcuni bianchi, pur di mettere le mani sull'argento, sono pronti ad ignorare il trattato. Facendo ricorso alla sua dimestichezza con le armi bianche, Bowie, cercherà di fermare i malintenzionati affinche la giustizia possa essere rispettata.

## Produzione
Il film, diretto da George Sherman su una sceneggiatura di Lewis Meltzer e Oscar Brodney e un soggetto dello stesso Meltzer, fu prodotto da Leonard Goldstein per la Universal Pictures e girato a Oak Creek Canyon tra le cittadine di Flagstaff nella contea di Coconino e Sedona nella contea di Yavapai, Arizona, da inizio agosto a metà settembre 1949. I titoli di lavorazione furono The Life of Jim Bowie e  The Bowie Knife.

## Promozione
La tagline è: The Wild, Wanton Fury of 1,000 Howling Savages!.

## Distribuzione
Il film fu distribuito con il titolo Comanche Territory negli Stati Uniti nel maggio 1950 (première a New York il 7 aprile 1950) al cinema dalla Universal Pictures.
Altre distribuzioni:
- in Svezia il 19 febbraio 1951 (Attack i röda bergen)
- in Italia il 10 marzo 1951 (Pelle di bronzo)[7]
- in Finlandia il 30 marzo 1951 (Punainen sulka)
- in Danimarca il 9 aprile 1951 (Indianernes kurér)
- in Portogallo l'8 giugno 1951 (No País dos Comanches)
- in Giappone il 10 agosto 1951
- in Spagna il 20 agosto 1951 (Orgullo de comanche)
- in Austria nel 1952 (Im Lande der Comanchen)
- in Germania Ovest il 15 febbraio 1952 (Im Lande der Comanchen)
- in Brasile (Terra Selvagem)
- in Brasile (Território Comanche, Terra Selvagem)
- in Francia (Sur le territoire des comanches)
- in Grecia (I ekdikisis tou Indou)